# Podpůrná opatření čtvrtého stupně
Podpůrná opatření 4. stupně jsou součástí souboru podpůrných opatření o pěti stupních pro děti, žáky a studenty se speciálními vzdělávacími potřebami, která mají být bezplatně poskytována a byla zavedena novelou školského zákona platnou od 1. září 2016.
V rámci čtvrtého stupně podpory připadá nejčastěji na jednoho žáka asistent pedagoga. Kromě asistenta pedagoga může být nápomocný i druhý pedagogický pracovník pět hodin za týden.

## Podmínky
Čtvrtý stupeň podpory stanovuje vždy školské poradenské zařízení v důsledku selhávání žáka ve vzdělávání v případě:
- středně těžkého či těžkého mentálního postižení
- těžkého zrakového či sluchového postižení (nevidomost, hluchota)
- závažného tělesného postižení či onemocnění
- poruchy autistického spektra
- neschopnosti komunikovat prostřednictvím mluveného či psaného slova

Pro poskytování tohoto stupně podpory musí být zajištěn předchozí písemný souhlas zákonného zástupce žáka nebo zletilého žáka.
Předpoklad pro čtvrtý stupeň podpory představuje nutnost významných úprav vzdělávání v rámci jeho obsahu i výstupů. Podpůrnými opatřeními se v tomto případě myslí:
- umožnění specifické komunikace nebo komunikačních systémů
- využití podpory orientace v prostoru

zajištění tlumočníka českého znakového jazyka, přepisovatele mluveného slova.

## Metody výuky
Metody výuky ve čtvrtém stupni podpůrných opatření zahrnují vše z předchozích stupňů. Volba metod výuky respektuje veškeré potřeby žáků s minimalizací obsahů výuky i s možností redukce obsahů vzdělávání. Škola rovněž zajišťuje, aby obsahy výuky byly předány žákům (neslyšícím, nevidomým, hluchoslepým) v podobě, která je pro ně nejvhodnější a nejpreferovanější. Rovněž lze použít alternativní, případně též augmentativní systémy, tj. systémy, které se používají v případě náhrady mluvené řeči.
Alternativní komunikace využívá:
a) Systémy bez pomůcek – cílené pohledy, mimika, gesta, gestikulace, manuální znaky, jazykové programy
b) Systémy s pomůckami – předměty, fotografie, systémy grafických symbolů (např. PCS, Bliss, piktogramy), komunikační tabulky, písmena a psaná slova, technické pomůcky s hlasovým výstupem, počítač se speciálním softwarem.

## Úprava obsahu a výstupů vzdělávání
Úprava vzdělávacího obsahu žáka probíhá v řadě oblastí, které žák vzhledem ke svému vzdělávacímu obsahu, potřebám a zdravotním omezením nezvládá nebo zvládá náhradním způsobem. Úprava výstupů vzdělávání je v souladu s možnostmi žáků, které vyplývají z jejich speciálních vzdělávacích potřeb. Důležitá je snaha využívat maximálně potenciál ke vzdělávání žáka při zachování pozitivní motivace ke vzdělávání, s cílem přípravy na život. Vzdělávání probíhá podle upraveného vzdělávacího programu. U žáka je podporována samostatnost a příprava na budoucí uplatnění v profesním životě.

## Organizace výuky
Organizaci výuky je třeba rozdělit na dvě části: ve škole a ve školském zařízení.

### Organizace výuky ve škole
Ve škole je třeba přizpůsobit a uspořádat prostředí tak, aby vyhovovalo potřebám žáka, ať se jedná o žáka nevidomého, neslyšícího, hluchoslepého. Je potřeba vytvořit takové prostředí, které bude nejen rozvíjet žáka v oblasti vzdělávání, ale také v oblasti sociální interakce. Na základě potřeb jedince je třeba vytvořit časový harmonogram, vytvořit stravovací harmonogram a rovněž dbát na odpočinek dle potřeby. V případně nutnosti zavést opatření, která povedou k minimalizaci počtu a obsahů výuky – zkracování vyučovacích hodin, prodlužování vyučovacích hodin, spojování vyučovacích hodin apod.

### Organizace výuky ve školském zařízení
Účast žáka ve školském zařízení vyplývá ze speciálních potřeb žáka. Pokud nemůže žák využívat klasické pomůcky pro výuku, školské poradenské zařízení poskytne kompenzační pomůcky. V případě nutnosti lze poskytnout i asistenta pedagoga.

## Individuální vzdělávací plán
Individuální vzdělávací plán (zkráceně IVP) je uplatňován také u čtvrtého stupně podpory. IVP navrhuje školské poradenské zařízení, na jehož základě ho vypracuje škola.
IVP vychází ze školního vzdělávacího programu, naplňuje vzdělávací potřeby žáka, u mimořádného intelektového nadání je třeba umožnit obohacování učiva, plán nad rámec předmětů a vzdělávacích oblastí školního vzdělávacího programu i ve formě rozšiřování a prohlubování učiva.

## Hodnocení
Hodnocení zahrnuje doporučení z nižších stupňů podpůrných opatření. Zohledňuje specifické nároky na činnost žáků, specifikuje hodnoticí kritéria, třídu hodnocených vlastností i hodnotící škálu; východiskem je analýza učiva zaměřená na didaktickou přístupnost učiva pro žákovo učení, pozitivní motivaci k dalšímu vzdělávání a vytváření postojů. Výrazné kriteriální úpravy hodnocení, důraz na využívání různých forem formativního hodnocení, včetně slovního, podpora sebehodnocení žáka a práce s motivací ke vzdělávání.